# Milen Dobrev
Milen Atanasov Dobrev (in bulgaro Милен Атанасов Добрев?; Plovdiv, 22 febbraio 1980 – Plovdiv, 21 marzo 2015) è stato un sollevatore bulgaro campione olimpico a Atene 2004 nella categoria 94 chilogrammi.

## Biografia
Ha vinto una medaglia d'oro mondiale (2003), una medaglia d'argento mondiale (2002), due medaglie di bronzo mondiali (2001 e 2005), due medaglie d'oro europee (2003 e 2004) e una medaglia d'argento europea (2002) in diverse categorie.
Ha rappresentato la Bulgaria ai Giochi olimpici estivi di Atene 2004, vincendo la medaglia d'oro nella categoria 94 chilogrammi.
È deceduto a soli 35 anni a causa di un arresto cardiaco.

## Palmarès
- Giochi olimpici

Atene 2004: oro nei 94 kg.
- Campionati mondiali

Antalya 2001: bronzo negli 85 kg;
Varsavia 2002: argento nei 94 kg;
Vancouver 2003: oro nei 94 kg;
Doha 2005: bronzo nei 94 kg.
- Campionati europei

Antalya 2002: argento nei 94 kg;
Loutraki 2003: oro nei 94 kg;
Kiev 2004: oro nei 94 kg.